# Kinga Kuszak
Kinga Kuszak – polska pedagog, dr hab. nauk humanistycznych, profesor uczelni i kierownik Zakładu Edukacyjnych Badań nad Językiem i Komunikacją Dziecka Wydziału Studiów Edukacyjnych Uniwersytetu im. Adama Mickiewicza w Poznaniu.

## Życiorys
W 2004 r. obroniła pracę doktorską pt. Dynamika rozwoju samodzielności dziecka w wieku przedszkolnym (promotor: Halina Sowińska), a w 2012 r. habilitowała się na podstawie pracy zatytułowanej Kompetencje komunikacyjne dzieci w okresie późnego dzieciństwa w aspekcie rozwojowym.
Jest profesorem uczelni i kierownikiem Zakładu Edukacyjnych Badań nad Językiem i Komunikacją Dziecka na Wydziale Studiów Edukacyjnych Uniwersytetu im. Adama Mickiewicza w Poznaniu. Na wydziale tym została prodziekanem, wchodzi też w skład Rady Dyscypliny Naukowej – Pedagogiki UAM. Jest członkiem Komitetu Nauk Pedagogicznych PAN.